# Volo Siberia Airlines 1812
Il volo Siberia Airlines 1812 era un volo operato dalla Siberia Airlines (oggi S7 Airlines) con un Tupolev Tu-154 che il 4 ottobre 2001 scomparve dai radar vicino alla città russa di Soči, sul Mar Nero. 66 passeggeri e 12 membri dell'equipaggio rimasero uccisi. La commissione d'indagine appurò che l'aereo era stato abbattuto per errore da un missile antiaereo S-200 ucraino partito durante un'esercitazione.

## Cronologia
Alle ore 13:44 (ora locale) l'aereo scomparve dai radar dei controllori del volo dell'aeroporto di Soči-Adler. Al momento della scomparsa, il Tu-154 si trovava a 200 km a sud di Soči ad una quota 11 km. Nello stesso momento, il pilota di un Antonov An-24 di un volo della compagnia aerea armena Armavia comunicò alla torre di controllo che aveva osservato una forte vampata sopra di lui.
Il premier russo Vladimir Putin istituì una Commissione governativa per le indagini del disastro del 4 ottobre 2001. Sul luogo del disastro vennero inviati due elicotteri dell'aeronautica militare russa e due Antonov An-12 della protezione civile. Gli An-12, avvicinandosi alla zona, individuarono subito le macchie di cherosene sulla superficie del mare. Gli elicotteri trovarono alcuni resti del velivolo e dei corpi sulla superficie del mare.

## Versioni
Prendendo in considerazione quello che era avvenuto a New York l'11 settembre 2001, la prima ipotesi fu quella di un attacco terroristico. Dopo l'incidente, venne chiuso per motivi di sicurezza l'aeroporto di Tel Aviv-D. Ben Gurion, in Israele.
La seconda versione riguardava un guasto tecnico sull'aereo: la compagnia aerea però diffuse un comunicato in cui si diceva che il velivolo precipitato era uno dei migliori nella flotta ed era stato rigorosamente sottoposto a tutte le procedure di controllo tecnico; inoltre l'aereo era pilotato da un equipaggio con grande esperienza. Dopo qualche ora, il canale televisivo statunitense CBS, facendo riferimento a fonti dal Dipartimento della difesa degli USA, comunicò che un satellite militare del Pentagono aveva fotografato il lancio di un missile in territorio ucraino al momento della scomparsa dai radar dell'aereo russo.
Il Ministro della difesa dell'Ucraina comunicò che effettivamente quel giorno erano stati pianificati dei lanci di prova del sistema antimissilistico, ma che poi non furono effettuati.

## Le indagini
In un primo momento, la versione ufficiale russa era quella di un attentato terroristico sul volo, ma nel frattempo la versione ucraina ottenne altre conferme. Si scoprì che effettivamente il Ministero della difesa ucraina disponeva di missili antiaerei nella zona del Mar Nero durante le ore della tragedia.
Il 5 ottobre 2001 venne diffusa l'informazione che nei resti della fusoliera del Tu-154 vennero individuati dei fori rotondi di pallottola. Il direttore della divisione dell'aviazione civile della Siberia Occidentale aveva dichiarato che i controllori di volo avevano anche osservato un punto luminoso che si avvicinava velocemente all'aereo prima dell'incidente. Questa informazione venne comunicata al personale della filiale della S7 Airlines dell'aeroporto di Rostov sul Don, che avevano svolto le loro indagini sul caso.
Nel frattempo, la protezione civile di Israele raggiunse il luogo della tragedia per portare i soccorsi e vennero per la prima volta analizzate le parole dell'equipaggio del Tupolev e le videoregistrazioni del radar nel momento del disastro. Il primo ministro dell'Ucraina Anatolij Kinach diffuse in serata un comunicato che confermava che la versione "ucraina" dell'accaduto poteva essere una possibile spiegazione.
Il 6 ottobre 2001 il segretario del Consiglio della difesa russo negli anni 2001-2004, Vladimir Ruscailo, comunicò che sul luogo della tragedia erano stati trovati degli oggetti che non facevano parte dell'aereo e "la disintegrazione del velivolo è avvenuta come risultato di lesioni di carattere esplosivo".
Il 7 ottobre 2001 la Commissione governativa russa comunicò che alle 13:45:12 i registratori della torre di controllo dell'aeroporto di Soči-Adler avevano registrato un grido da parte del pilota dell'aereo.
Il 9 ottobre 2001 venne comunicato che il tipo di danneggiamento alla fusoliera del velivolo mostrava che l'aereo era stato raggiunto dal potente missile antiaereo S-200. La conclusione è stata tratta dalle stesse dimensioni della parte da combattimento del missile S-200 e della zona della distruzione della fusoliera del Tupolev Tu-154.
L'11 ottobre 2001 Vladimir Ruscailo dichiarò ufficialmente che l'aereo russo della S7 Airlines era stato danneggiato dall'esterno.
Il 12 ottobre 2001 il Portavoce del Ministro della difesa ucraino, commentando i risultati preliminari della Commissione governativa russa, riconobbe ufficialmente che "il volo S7 1812 della compagnia aerea russa Sibir Airlines, operato con l'aereo Tupolev Tu-154 (RA-85693), poteva essere stato abbattuto da un missile ucraino".
Il 13 ottobre 2001 Vladimir Ruscailo dichiarò che, analizzando i resti della fusoliera dell'aereo, la Commissione governativa aveva stabilito che il missile S-200 era esploso 20 m sopra il velivolo. Nella conferenza stampa a Kiev, il Ministro della difesa ucraino si scusò con i parenti delle vittime della tragedia dicendo: "Noi riconosciamo che abbiamo a che vedere con questa tragedia, anche se non tutte le cause dell'accaduto sono state ancora accertate".
Il 21 giugno 2004 un portavoce governativo ucraino dichiarò che non c'era nessuna prova evidente del fatto che l'aereo fosse effettivamente stato colpito da un missile ucraino, rendendo necessarie ulteriori indagini.
Il 11 gennaio 2013 la S7 Airlines ha fatto la richiesta alla Corte suprema dell'Ucraina per un processo nuovo per cambiare la sentenza esistente del 6 settembre 2011 contro il governo dell'Ucraina nel processo per il risarcimento di 15,32 milioni USD in seguito all'incidente del Tupolev Tu-154M della compagnia aerea di Novosibirsk nel 2001. La richiesta è stata fatta in seguito alla riforma costituzionale che ha permesso di appellarsi direttamente alla Corte Suprema dell'Ucraina bypassando la Corte di Kiev che ha emesso la sentenza precedente rifiutando di fatto il processo d'appello nel 2012.